# 初值問題
在數學裏，初值問題（英語：Initial value problem，IVP）是一個涉及微分方程式與一些初始條件的問題；這初始條件是微分方程式的未知函數在某些點的設定值，最常見的是常微分方程的初值问题 。
以下是一些初值問題的例子：
{\displaystyle y'=0.85y,\qquad y(0)=19}
{\displaystyle {\dot {y}}+3y=6t+5,\qquad y(0)=3}

## 定義
一個初值問題涉及微分方程式
{\displaystyle y'(t)=f(t,\ y(t))\quad {\text{with}}\quad f:\mathbb {R} \times \mathbb {R} \to \mathbb {R} \,\!} ，
與在 {\displaystyle f\,\!} 的定義域內的一點
{\displaystyle (t_{0},\ y_{0})\in \mathbb {R} \times \mathbb {R} \,\!} 。
這在 {\displaystyle f\,\!} 的定義域內的點 {\displaystyle (t_{0},\ y_{0})\,\!} 稱為初始條件。
- 假若初值問題的一個解是函數 {\displaystyle y\,\!} ，則 {\displaystyle y\,\!} 是微分方程式 {\displaystyle y'(t)=f(t,\ y(t))\,\!} 的解，滿足 {\displaystyle y(t_{0})=y_{0}\,\!} 。
- 對於更高階的問題，可視 {\displaystyle \mathbf {y} \,\!} 為向量。每加高一個階，就増添一個分量給 {\displaystyle \mathbf {y} \,\!} 。

## 解的存在性及唯一性
對於許多的初值問題，解的存在性及唯一性可以用計算機來描述。
若ƒ在一個包括t0及y0的區間內連續，且對變數y滿足利普希茨連續的條件．則皮卡-林德勒夫定理可保證在一個包括t0的區間有唯一解。
此定理的證明需將問題變成等價的積分方程，積分可視為將一個函數映射為另一個函數的運算子，因此其解為運算子的不動點，再利用巴拿赫不动点定理證明有一個唯一的不動點．即為初值問題的解。
較早期證明皮卡-林德勒夫定理的方式是建構一個函數的數列，最終會收斂到積分方程的解，也就是初值問題的解。這種建構法稱為「皮卡法」或是「連續近似法」，是巴拿赫不动点定理的一個特例。
日本數學家岡村博找到一個初值問題有唯一解的充分必要條件，其條件是要證實系統的李亞普諾夫函數存在。
有些情形，函數ƒ不是光滑函数，甚至不是利普希茨連續，因此一般可確認局部唯一解的方式無法適用。皮亚诺存在性定理可以在函數ƒ僅僅為連續函數的情形，證明存在局部解。不過此時無法證明解的唯一性。卡拉特歐多存在性定理可適用的範圍更廣，可以在ƒ是一些特定不連續函數的情形下證明局部解是否存在。

## 範例
例一
一個簡單的範例是求解{\displaystyle y'=0.85y}及{\displaystyle y(0)=19}，要求出一個{\displaystyle y(t)}滿足上述二式。
由於{\displaystyle y'={\frac {dy}{dt}}}，因此
{\displaystyle {\frac {dy}{dt}}=0.85y}
接下來重新整理方程式，使{\displaystyle y}在等式左邊，{\displaystyle t}在等式右邊
{\displaystyle {\frac {dy}{y}}=0.85dt}
再將等式二邊積分，會引入未知常數{\displaystyle B}
{\displaystyle \ln |y|=0.85t+B}
消去{\displaystyle \ln }
{\displaystyle |y|=e^{B}e^{0.85t}}
令{\displaystyle C}為一個新的未知常數，{\displaystyle C=\pm e^{B}}，因此
{\displaystyle y=Ce^{0.85t}}
現在需要找出{\displaystyle C}的數值。利用{\displaystyle y(0)=19}的啟始條件，將{\displaystyle t}代入0，{\displaystyle y}代入19
{\displaystyle 19=Ce^{0.85*0}}
{\displaystyle C=19}
因此可得其解為{\displaystyle y(t)=19e^{0.85t}}.
例二
{\displaystyle {\dot {y}}+3y=6t+5,\qquad y(0)=3}
利用拉普拉斯变换
{\displaystyle sY(s)-y(0)+3Y(s)={\frac {6}{s^{2}}}+{\frac {5}{s}}}
{\displaystyle \therefore Y(s)={\frac {y(0)s^{2}+5s+6}{s^{2}(s+3)}}}
利用部分分式分解
{\displaystyle Y(s)={\frac {\alpha }{s}}+{\frac {\beta }{s^{2}}}+{\frac {\gamma }{s+3}}}
{\displaystyle \alpha =1,\beta =2,\gamma =y(0)-1}
{\displaystyle Y(s)={\frac {1}{s}}+{\frac {2}{s^{2}}}+{\frac {y(0)-1}{s+3}}}
拉普拉斯逆變換
{\displaystyle y(t)=2e^{-3t}+2t+1\,}

## 參閱
- 邊值問題
- 柯西问题
- 積分常數
- 諾頓穹頂